# Вулиця Кониського (Львів)
Ву́лиця Кони́ського — вулиця у Личаківському районі міста Львова, що сполучає вулиці Левицького та Туган-Барановського. Прилучається вулиця Грицька Чубая.

## Історія
Вулиці Кониського і Левицького своїми напрямками повторюють потічки, що протікали цією місцевістю. У місці, де вулиця Кониського примикає до вулиці Левицького, потік, що прямував із Вороблячого ставу, впадав у річку Пасіку — одну з приток Полтви. Полтва і Пасіка нині сховані у підземному колекторі. Вороблячий став у подвір'ї колишнього монастиря Сакраменток зберігся понині у значно зменшеному вигляді, оскільки, був частково осушений у 1950-х роках під час прокладання ділянки тодішньої вулиці Марченка (нині  — вулиці Тершаковців), що сполучила вулиці Марченка та Пекарську. Протягом існування вулицю неодноразово перейменовано.
- 1849—1868 роки — Пекарська нижча, назва похідна від «основної» вулиці Пекарської, що йшла майже паралельно, але дещо північніше.
- 1868—1871 роки — До Сакраменток, через те, що вела до монастиря сестер Сакраменток, що на нинішній вулиці Тершаковців.
- 1871—1943 роки — Охоронок, цим словом свого часу називали згаданих вище Сакраменток.
- 1943—1944 роки — Каммервеґ, назва періоду німецької окупації.
- 1944—1945 роки — Охоронок, повернена довоєнна назва вулиці.
- 1945—1991 роки — Дем'яна Бєдного, на честь російського поета українського походження Дем'яна Бєдного (справжнє ім'я — Придворов Юхим Олексійович).
- Від 1991 року й понині — Кониського, на честь Олександра Кониського, українського письменника і громадського діяча.

## Будівлі
№ 1 — двоповерхова кам'яниця другої половини XIX століття. В австрійські часи тут містився Корпус військових ветеранів. В одному з приміщень будинку зберігається частина фонду Львівської обласної бібліотеки для дітей.
№ 2, 4 — будинки споруджені 1900 року за проєктом Карела Боубліка, призначені для здачі в оренду. В будинку № 4 у 1910-х роках містилася комендатура 85-ї бригади піхоти цісарсько-королівської крайової оборони у Львові під командуванням бригадного полковника Франца Таушинського, у міжвоєнний період тут містилася Десята міська гімназія імені Генрика Сенкевича, у 1940—1950-х роках — початкова школа № 16 Міського відділу Народної освіти, нині — Львівська загальноосвітня школа I—III ступенів № 24 імені Марії Конопницької.
№ 3 — триповерховий житловий будинок, споруджений наприкінці XIX століття за проєктом архітектора Генрика Сальвера для Герша Гайльберґа на місці давнішого двоповерхового будинку, що у 1880–1890-х роках належав Станіславу Сєроцинському. На початку XX століття в будинку мешкав доктор Станіслав Шимонович, заступник державного прокурора. 1911 року наступний власник будинку — професор Кароль Гайсінґ, лікар карних закладів у Львові, добудував триповерхову офіцину в подвір'ї на місці старих туалетів. Проєкт додаткових планів для будівництва офіцин, виконав майстер мулярський Ян Кайперт, проєкт гаражу із металевих конструкцій у подвір'ї будинку виконав будівничий майстер, інженер Едвард Стронгаль 6 травня 1929 року.
№ 4а — житловий будинок у стилі сецесії, збудований за проєктом архітектора, на той час будівничого радника, Зигмунта Кендзерського у 1907 році для Ядвіґи Кендзерської. Тут на початку 1910-х років мешкав доктор Людомил Ґерман, шкільний інспектор, радник королівського двору, посол до Австрійського парламенту, президент Польського шкільного музею у Львові. У 1930-х роках будинок належав Адольфу та Елеонорі Бартам. Будинок внесений до реєстру пам'яток архітектури місцевого значення під охоронним № 2129-м.
№ 5 — житловий будинок споруджений наприкінці XIX століття для Авґусти Корнґолд. У цьому будинку у 1896—1911 роках містилася майстерня скульптора Кароля Унца. В будинку у 1910-х роках мешкав отець Анджей Касприкевич, ректор наукового закладу імені Юзефа Торосевича — притулку для вірменських хлопчиків-сиріт у Львові, заснованого 1865 року в кам'яниці Барончів при вул. Скарбковській, 21 (нинішня вулиця Лесі Українки). В межах Програми облаштування внутрішніх дворів спільного українсько-німецького проєкту «Муніципальний розвиток та оновлення старої частини міста Львова» Німецького товариства міжнародного співробітництва (GIZ) та Львівської міської ради на початку жовтня 2015 року завершено роботи з впорядкування внутрішнього двору будинків № 3 та № 5 на вулиці Кониського. В межах програми «Муніципальний розвиток та оновлення старої частини міста Львова» упродовж липня-вересня 2018 року столяром-реставратором Олександром Савчуком була відреставрована дерев'яна брама будинку.
№ 6 — в будинку на початку XX століття мешкав Саломон Ельстер, один із співзасновників спілки «Ельстер і Топф». Також тут містився дитячий притулок сестер Феліціянок, яким завідувала сестра Марія Людвіка Баранкевич. Будинок внесений до реєстру пам'яток архітектури місцевого значення під охоронним № 2130-м.
№ 7 — кам'яниця у 1907—1910 роках була у власності скульптора Томаша Дикаса.
№ 8 — початково це був власний будинок архітектора Зигмунта Кендзерського, споруджений у 1907—1908 роках у стилі сецесії. 1930 року будівлю, що на той час уже належала приватній вищій школі сестер-служебниць «De Notre-Dome», кардинально перебудований Вавжинцем Дайчаком, котрий переробив нереалізований проєкт Іполіта Слівінського від 1926 року, у 1940—1950-х роках — львівська середня школа № 21 Міського відділу Народної освіти, нині — ліцей № 21. Також тут міститься спортивна школа «Шінкікай».
№ 9 — на початку XX століття власниками будинку були Александр та Юзеф Ельстери, що мали власну фабрику з виробництва туток «Аба» і «Вік Новий» та цигаркового паперу. В будинку нині містяться «Центр здоров'я родини» Людмили Лотоцької та фітнес-клуб «Айседора».
№ 9а — у 1910-х роках в будинку мешкали архітектори Зиґмунт Федорський та Оскар Любіч Лозинський.
№ 10 — на початку XX століття в будинку містилася редакція часопису «Gazeta Urzędnicza», редактором котрої на той час був Тадеуш Костюк.
№ 11а — в будинку від 1833 року містилася школа для глухонімих. 1841 року її переселено у спеціально збудоване приміщення на вулиці Личаківській, 35.

Світлини вуличної забудови
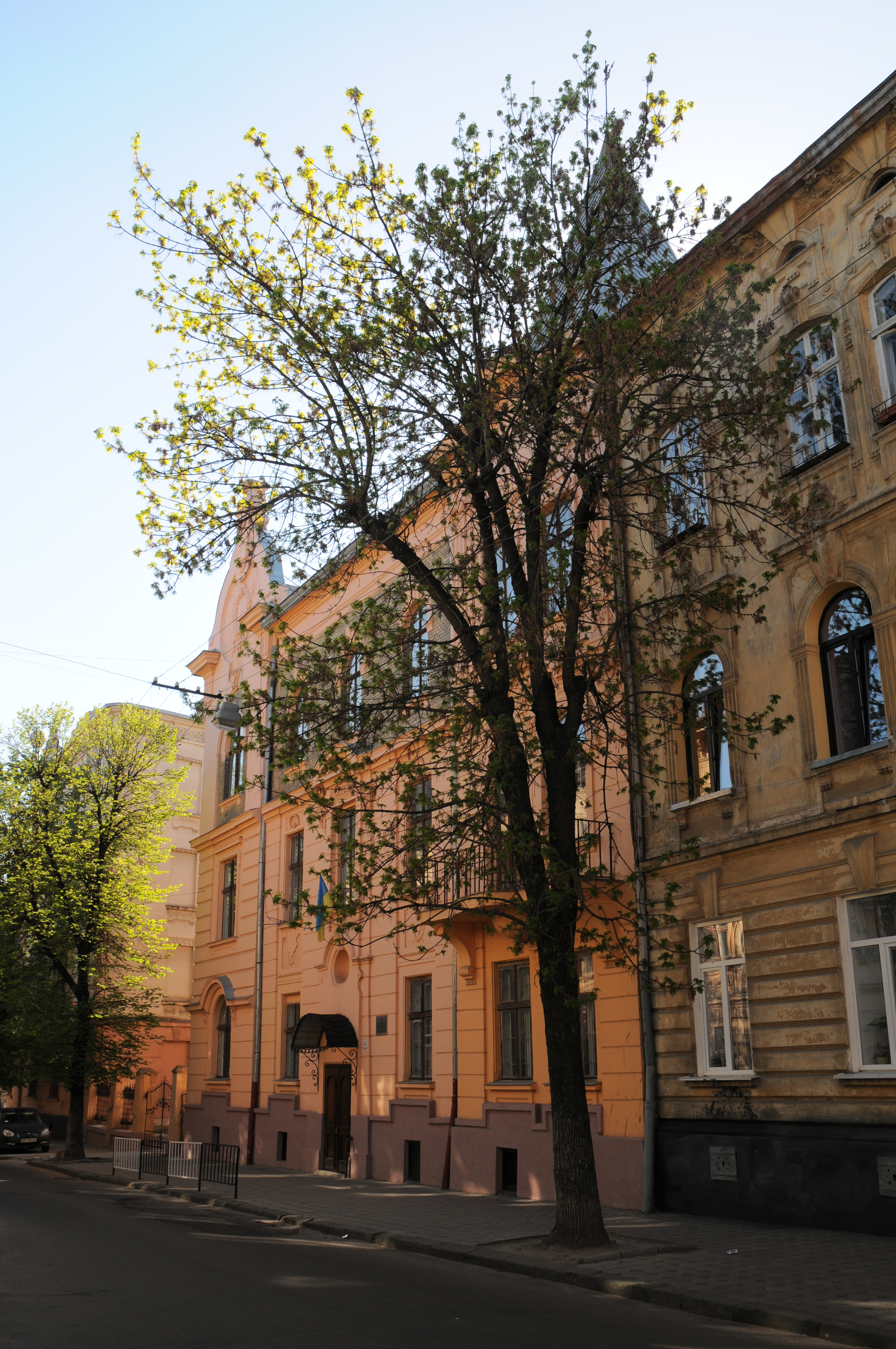
Будинок № 4
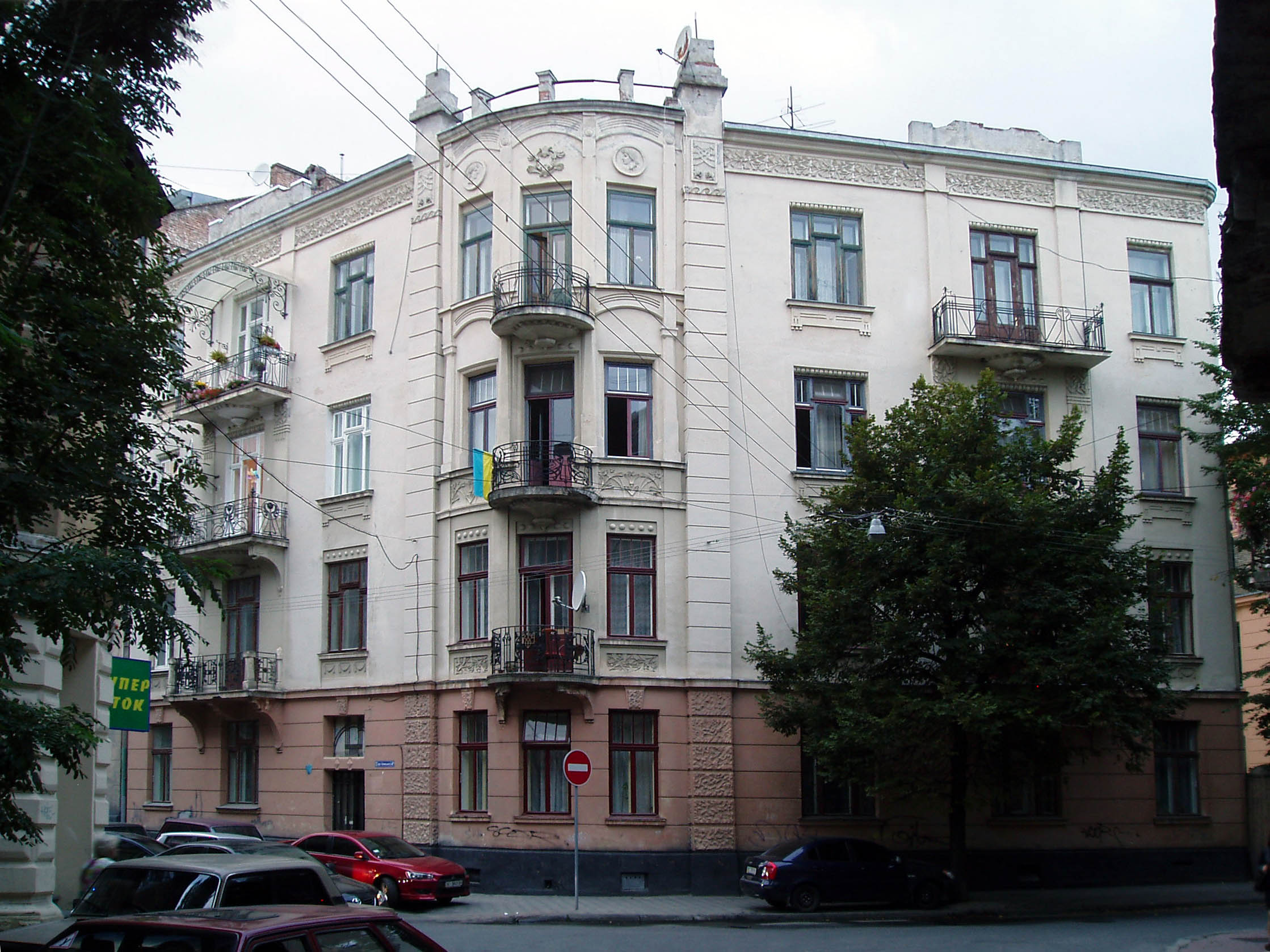
Будинок № 4а